# 吳炳 (乾隆進士)
吳炳（?—?），字韬园，南丰县人，清朝政治人物、進士出身。

## 生平
乾隆二年，登进士；乾隆十六年，任宜川縣知縣，任內編寫《宜川縣志》。